# Amore giovane
Amore giovane è il primo romanzo scritto dall'attore Ethan Hawke. Pubblicato nel 1996, in Italia è stato tradotto anche col titolo di Stato di eccitazione.

## Trama
William, giovane attore in erba, incontra Sarah, cantante in un gruppo rock. Non è il classico colpo di fulmine, ma conoscendosi iniziano a sentirsi sempre più attratti. Lei è più cauta, lui si fa travolgere dalla passione. La loro vita scorre fra litigi, malintesi e attimi di dolcezza. Al ritorno da un viaggio da Parigi, Sarah lascia William, lasciandolo smarrito e confuso.

## Curiosità
- L'autore ha tratto dal romanzo un film, L'amore giovane di cui è sia regista che interprete.

## Edizioni
- Ethan Hawke, Amore giovane, traduzione di Maria Barbara Piccioli, Sonzogno, 2004,  p. 210.